# Férfi hármasugrás a 2020. évi nyári olimpiai játékokon
A 2020. évi nyári olimpiai játékokon az atlétika férfi hármasugrás versenyszámának selejtezőit 2021. augusztus 3-án, döntőjét pedig augusztus 5-én rendezték Tokióban. A számot a kubai születésű, portugál színekben versenyző Pedro Pichardo nyerte 17,98 méteres ugrásával. Ezzel Portugália 2008 óta először szerzett aranyérmet olimpián.

## Rekordok
A versenyt megelőzően ezek a rekordok voltak érvényben a férfi hármasugrásban:
| Világrekord     | Jonathan Edwards (GBR) | 18,29 m | Göteborg, Svédország | 1995. augusztus 7. |
| Olimpiai rekord | Kenny Harrison (USA)   | 18,09 m | Atlanta, USA         | 1996. július 27.   |

A versenyen új rekord nem született.

## Eredmények
Az eredmények méterben értendők. A rövidítések jelentése a következő:
| - Q: 17,05 méternél nagyobb eredménnyel továbbjutott - q: legjobb 12 eredményt elért versenyző, továbbjutott - o: érvényes kísérlet - x: rontott kísérlet - x–: magasság emeltetés | - PB: egyéni legjobbja - SB: 2021-ben addigi legjobb eredménye - NR: országos rekord - NM: érvényes kísérlet nélkül |

### Selejtező
| Helyezés | Csoport | Név                           | Nemzet                 | 1     | 2     | 3     | Eredmény | Mj    |
| -------- | ------- | ----------------------------- | ---------------------- | ----- | ----- | ----- | -------- | ----- |
| 1.       | B       | Pedro Pichardo                | Portugália (POR)       | 16,98 | 17,71 | —     | 17,71    | Q     |
| 2        | B       | Necati Er                     | Törökország (TUR)      | x     | 16,70 | 17,13 | 17,13    | Q, SB |
| 3        | A       | Csu Ja-ming (Zhu Yaming)      | Kína (CHN)             | 17,11 | —     | —     | 17,11    | Q     |
| 4        | A       | Cristian Nápoles              | Kuba (CUB)             | 17,08 | —     | —     | 17,08    | Q, SB |
| 5        | B       | Yasser Triki                  | Algéria (ALG)          | 16,75 | 16,67 | 17,05 | 17,05    | Q     |
| 6        | B       | Donald Scott                  | Egyesült Államok (USA) | 17,01 | 16,43 | r     | 17,01    | q     |
| 7        | A       | Andrea Dallavalle             | Olaszország (ITA)      | 16,99 | 16,59 | —     | 16,99    | q     |
| 8        | A       | Will Claye                    | Egyesült Államok (USA) | 16,78 | 16,88 | 16,91 | 16,91    | q     |
| 9        | B       | Emmanuel Ihemeje              | Olaszország (ITA)      | 16,88 | x     | 16,28 | 16,88    | q     |
| 10       | B       | Fang Jao-csing (Fang Yaoqing) | Kína (CHN)             | 16,79 | 16,69 | 16,84 | 16,84    | q     |
| 11       | B       | Melvin Raffin                 | Franciaország (FRA)    | 16,49 | 16,83 | 16,58 | 16,83    | q     |
| 12       | A       | Hugues Fabrice Zango          | Burkina Faso (BUR)     | 16,83 | 16,46 | 16,37 | 16,83    | q     |
| 13       | A       | Tobia Bocchi                  | Olaszország (ITA)      | 16,78 | 16,67 | 15,45 | 16,78    |       |
| 14       | A       | Vu Zsuj-ting (Wu Ruiting)     | Kína (CHN)             | x     | 16,73 | 16,10 | 16,73    |       |
| 15       | A       | Nazim Babayev                 | Azerbajdzsán (AZE)     | 16,38 | 16,30 | 16,72 | 16,72    | SB    |
| 16       | A       | Tiago Pereira                 | Portugália (POR)       | 16,62 | 16,71 | 15,79 | 16,71    |       |
| 17       | B       | Max Heß                       | Németország (GER)      | 13.79 | 16,69 | x     | 16,69    |       |
| 18       | B       | Chris Benard                  | Egyesült Államok (USA) | 16,44 | 16,59 | 16,49 | 16,59    |       |
| 19       | B       | Benjamin Compaoré             | Franciaország (FRA)    | 16,59 | 16,39 | 15,29 | 16,59    |       |
| 20       | A       | Mateus de Sá                  | Brazília (BRA)         | 16,49 | x     | 16,33 | 16,49    |       |
| 21       | B       | Levon Aghasyan                | Örményország (ARM)     | x     | 16,42 | x     | 16,42    |       |
| 22       | B       | Ben Williams                  | Nagy-Britannia (GBR)   | x     | 16,30 | x     | 16,30    |       |
| 23       | B       | Almir dos Santos              | Brazília (BRA)         | x     | 16,27 | 16,27 | 16,27    |       |
| 24       | A       | Carey McLeod                  | Jamaica (JAM)          | 15,82 | 16,01 | x     | 16,01    |       |
| 25       | B       | Pablo Torrijos                | Spanyolország (ESP)    | 15,87 | x     | x     | 15,87    |       |
| 26       | A       | Alexsandro Melo               | Brazília (BRA)         | 15,65 | r     | —     | 15,65    |       |
| 27       | A       | Nelson Évora                  | Portugália (POR)       | x     | 15,39 | x     | 15,39    |       |
|          | A       | Lasha Gulelauri               | Grúzia (GEO)           | x     | x     | —     | NM       |       |
|          | A       | Jean-Marc Pontvianne          | Franciaország (FRA)    | x     | x     | x     | NM       |       |
|          | A       | Ruslan Kurbanov               | Üzbegisztán (UZB)      | x     | r     | —     | NM       |       |
|          | B       | Dimítriosz Ciámisz            | Görögország (GRE)      | x     | r     | —     | NM       |       |
|          | B       | Andy Díaz                     | Kuba (CUB)             | —     | —     | —     | DNS      |       |

### Döntő
| Helyezés | Név                           | Nemzet                 | 1     | 2     | 3     | 4       | 5       | 6       | Eredmény | Mj  |
| -------- | ----------------------------- | ---------------------- | ----- | ----- | ----- | ------- | ------- | ------- | -------- | --- |
| Arany    | Pedro Pichardo                | Portugália (POR)       | 17,61 | 17,61 | 17,98 | x       | —       | x       | 17,98    | NR  |
| Ezüst    | Csu Ja-ming (Zhu Yaming)      | Kína (CHN)             | 16,63 | 17,41 | 17,11 | 17,16   | 17,57   | 15,02   | 17,57    | PB  |
| Bronz    | Hugues Fabrice Zango          | Burkina Faso (BUR)     | 15,91 | 16,83 | 17,47 | x       | 17,31   | 17,43   | 17,47    |     |
| 4        | Will Claye                    | Egyesült Államok (USA) | 17,19 | x     | 17,44 | 16,69   | 17,04   | 17,36   | 17,44    | SB  |
| 5        | Yasser Triki                  | Algéria (ALG)          | 17,30 | 17,42 | 17,40 | 17,08   | 17,43   | 17,10   | 17,43    | NR  |
| 6        | Necati Er                     | Törökország (TUR)      | 16,84 | 15,27 | 17,25 | —       | x       | x       | 17,25    | SB  |
| 7        | Donald Scott                  | Egyesült Államok (USA) | 17,15 | x     | 16,86 | 17,18   | 16,79   | 16,95   | 17,18    | =SB |
| 8        | Fang Jao-csing (Fang Yaoqing) | Kína (CHN)             | 16,95 | 16,52 | 16,53 | 17,01   | 14.60   | 15,94   | 17,01    |     |
| 9        | Andrea Dallavalle             | Olaszország (ITA)      | 16,62 | 16,85 | 16,74 | Kiesett | Kiesett | Kiesett | 16,85    |     |
| 10       | Cristian Nápoles              | Kuba (CUB)             | x     | 16,63 | x     | Kiesett | Kiesett | Kiesett | 16,63    |     |
| 11       | Emmanuel Ihemeje              | Olaszország (ITA)      | x     | 16,52 | 16,04 | Kiesett | Kiesett | Kiesett | 16,52    |     |
|          | Melvin Raffin                 | Franciaország (FRA)    | x     | x     | x     | Kiesett | Kiesett | Kiesett | NM       |     |